# Adventures in Babysitting (película de 2016)
Adventures in Babysitting (conocida como Una aventura de niñeras en Hispanoamérica y Canguros en apuros en España) es una película original de Disney Channel de 2016, remake de la película del mismo nombre de 1987.
Fue dirigida por John Schultz y protagonizada por Sabrina Carpenter y Sofia Carson, las cuales interpretan a un par de niñeras muy competitivas. En Argentina, el DVD de la película fue el más vendido en los locales Yenny/El Ateneo durante agosto de 2016.
Se estrenó en Estados Unidos y Canadá el 24 de junio de 2016, en Latinoamérica el 10 de julio de 2016 y en España el 9 de septiembre de 2016.
Es la centésima Película Original de Disney Channel en ser producida.

## Argumento
Jenny Parker (Sabrina Carpenter) y Lola Pérez (Sofia Carson) son adolescentes con personalidades opuestas, pero con la misma pasión por la fotografía. Las dos se encuentran cuando son finalistas para el prestigioso concurso Fotografía de práctica, y sin querer intercambian sus teléfono antes de entrar a sus entrevistas.
Helen Anderson (Gillian Vigman) llama a Jenny, pidiendo una niñera de último minuto debido a un pariente que no podía hacerlo. Lola está a punto de explicar el error, pero decide aceptar el trabajo cuando recibe una multa de aparcamiento del novato agente, James (Max Lloyd-Jones). De pronto, el interés amoroso de Jenny, Zac Chase (Kevin Quinn) la llama e invita a Jenny al concierto de los Psychic Rockets, pero Lola le cuelga rápidamente con el fin de coquetear con el agente James. Zac cree erróneamente que Jenny no está interesada en él, por lo que decide invitar a otra chica a acompañarlo al concierto. Jenny y Lola llegan a sus respectivos puestos de trabajo de niñera. Donna Cooper (Gabrielle Miller) le dice a Jenny que no deje que su hija mayor Emily (Nikki Hahn) tiña su cabello y ni que Katy (Mallory James Mahoney) use sus pendientes de diamante. Helen le dice a Lola que cuide a los niños y que Lady Marmalade, una caniche, no puede tener estrés.
Además, tanto Lola como Jenny se dan cuenta de que cambiaron los teléfonos, y Jenny va a la casa de los Anderson para recuperar su teléfono. En ese momento, Bobby provoca un desastre en la cocina y el hijo mayor Trey escapa al concierto a pesar de estar castigado. Jenny, Lola, y los niños en el auto de los Anderson van a una casa de empeño en la ciudad con el fin de encontrar a Trey. Sin embargo, se dan cuenta de que él ya se había ido con sus amigos. En la tienda, Bobby accidentalmente deja escapar un raro hurón zafiro el cual es fotografiado por Lola. Debido a que el animal es ilegal, los dueños de la tienda de empeño los persiguen, tratando de borrar la foto de la cámara de Lola.
El grupo se dan cuenta de que el coche está siendo remolcado. La propietaria del camión les dice que necesitan pagar $100 para recuperar el auto y tienen hasta la medianoche. El grupo se ve obligado a tomar un autobús a su próximo destino, la pizzería favorita de Trey. Ellos encuentran a Trey y ahora todos juntos, tratan de encontrar la manera de pagar la cuota del camión de remolque. Tiny y Scalper los persiguen hasta llegar a una fábrica de ropa. Los siete una vez más logran escapar de ellos y una vez a salvo, Lola sugiere revender los boletos del concierto.
Tiny y Scalper logran rastrearlos, pero se mantienen a distancia de revelarse a sí mismos cuando Lola es detenida por ilegalmente revender el boleto. Mientras esperan en la estación de policía, Jenny se horroriza al descubrir que Emily en secreto se tiñó el pelo de verde, y la reprende con enojo. Emily se molesta y llama a sus padres y deja un mensaje de voz a su madre explicando el problema en que se encuentran. En la sala de interrogatorios, Lola es confrontada por el oficial James. Él la ha castigado por tratar de volver a vender el boleto, señalando que ella está dando un mal ejemplo a los niños. Lola finalmente se da cuenta de que su impulsividad tiene consecuencias y pide ser libre y hacer las cosas bien. Mientras tanto, en el vestíbulo, AJ se encuentra con su patinadora ídola Jailer Swift, cuando Swift y su equipo de roller derby son detenidos por cargos de conducta desordenada. Lola está libre de todos los cargos y se reúne con el grupo. Los equipos de derby comienzan a luchar entre sí y proporciona suficiente distracción para los siete se alejaran.
Una vez a salvo, Katy recuerda que su madre mantiene un billete de $100 en su abrigo para emergencias y el grupo decide colarse en el planetario local, donde los Cooper y Anderson están asistiendo a una fiesta. Mientras Jenny, Katy y Lola se cuelan en el guardarropas para buscar el abrigo de la señora Cooper, los Cooper escuchan el mensaje de Emily y van a la comisaría para comprobar si sus hijos están detenidos. El abrigo es llevado a la mesa de los Cooper, donde los Anderson están sentados, por lo que Lola se disfraza como una chica rica para robar el dinero. Mientras tanto, Bobby se hace cargo de la cocina después de que el jefe de cocina renunciara. Tiny y Scalper son atrapados por la seguridad y el hurón zafiro es capturado.
Una vez que Lola consigue el dinero, el grupo se dirige al lugar de remolque antes de que cierre y recuperan el auto. Tiny y Scalper son detenidos y el hurón zafiro es llevado a un refugio de animales. Lola bromea cómo la noche de Jenny es más interesante que ir a un concierto con Zac y Jenny finalmente comprende por qué Zac se ha vuelto distante con ella. Ella se enoja con Lola, pero ella sugiere conducir al concierto para explicarle todo. Lola negocia su preciada cámara a cambio de la admisión de todos, por lo que Jenny y Zac se reconcilian. Posteriormente, el grupo llega a sus casas antes que los padres.
Una vez que entran, se enteran de un desastre mucho más grande. La lavadora ha estallado regando jabón en todas partes. El perro de los Anderson, Lady Marmalade está cubierta de salsa, que también está esparcida por todo el suelo. Trey lava el coche y ayuda a Emily a limpiar al perro y también su cabello, Jenny y Katy limpian el cuarto de lavado, y Lola, Bobby y AJ limpian la cocina. Una vez que todos terminan, Jenny, Katy y Emily vuelven a casa de los Cooper. Lola cubre inmediatamente todo y dice que los niños ya eran maravillosos. Jenny hace lo mismo. Al salir, Zac llega diciendo que Emily olvidó sus auriculares, para después admitir que él le había pedido que los dejara para poder ir a verla, y los dos empiezan a hablar, para el deleite de Katy y Emily que están viendo, y se piden salir mutuamente. Lola obtiene su licencia de conducir de vuelta por el agente James.
Con el tiempo, Lola y Jenny comienzan a adoptar algunas de las características de la otra, y Jenny rechaza su beca fotográfica, dándosela a Lola, quien comienza una relación con el agente James. Al final, Lola envía las imágenes a Katy, Emily, AJ, Bobby, Trey, Jenny y accidentalmente a Helen, quien se sorprende al ver la imagen de Lady Marmalade en la bañera.

## Reparto
- Sabrina Carpenter como Jenny Parker.
- Sofia Carson como Lola Pérez.
- Nikki Hahn como Emily Cooper.
- Mallory James Mahoney como Katy Cooper.
- Madison Horcher como AJ Anderson.
- Jet Jurgensmeyer como Bobby Anderson.
- Max Gecowets como Trey Anderson.
- Kevin Quinn como Zac Chase.
- Max Lloyd-Jones como Oficial James.
- Gillian Vigman como Helen Anderson.
- Hugo Ateo como Hal Anderson.
- Gabrielle Miller como Donna Cooper.
- Kevin O'Grady como Barry Cooper.
- Michael Northey como Tiny.
- Ken Lawson como Scalper.

## Desarrollo
Adventures in Babysitting tenía previsto tener un remake que iba a ser estrenado en 2012. Raven-Symoné iba a protagonizar dicha película, pero decidió retirarse debido a otros proyectos. En 2008, la cantante Miley Cyrus también había recibido la misma propuesta, pero luego negó su participación en la película.
Finalmente el 9 de enero de 2015, Disney Channel anunció que el remake sería realizado, con las actrices y cantantes Sabrina Carpenter y Sofia Carson con los papeles principales.

## Rodaje
El rodaje comenzó el 2 de marzo de 2016 en Vancouver, Columbia Británica, Canadá, y finalizó el 18 de abril del mismo año.